# Jean-Louis Duport
Jean-Louis Duport (Parigi, 4 ottobre 1749 – Parigi, 7 settembre 1819) è stato un violoncellista e compositore francese.
Insieme al fratello Jean-Pierre Duport, anch'egli violoncellista, fu studente di Martin Berteau. È principalmente ricordato per il suo trattato di tecnica violoncellistica Essai sur le doigté du violoncelle et sur la conduite de l'archet nel quale viene sviluppata in modo sistematico e fondata la tecnica moderna della mano sinistra del violoncello. Alla trattazione teorica segue una raccolta di 21 famosi studi per violoncello solo. Beethoven compose per lui le due sonate per violoncello dell'Op.5.

## Biografia
Cominciò studiando danza e violino, prima di dedicarsi al violoncello seguendo l'esempio del fratello Jean Pierre.
Debutta nel 1768 ai Concert Spirituel e poco dopo diventa primo violoncello dell'Opéra National de Paris. Abbandona questa posizione durante la rivoluzione francese, nel 1789, quando a causa dei tagli economici inflitti a quest'istituzione emigra, ingaggiato da Federico II di Prussia. Nel 1806, con il regime napoleonico, torna a Parigi dove viene ricevuto alla corte di Napoleone e dove rimane come professore al Conservatoire national supérieur de musique et de danse de Paris. In quell'anno pubblica il trattato Essai sur le doigté du violoncelle et sur la conduite de l'archet. Perde la cattedra a seguito della restaurazione borbonica e muore a Parigi pochi anni dopo.